# Cesio Basso

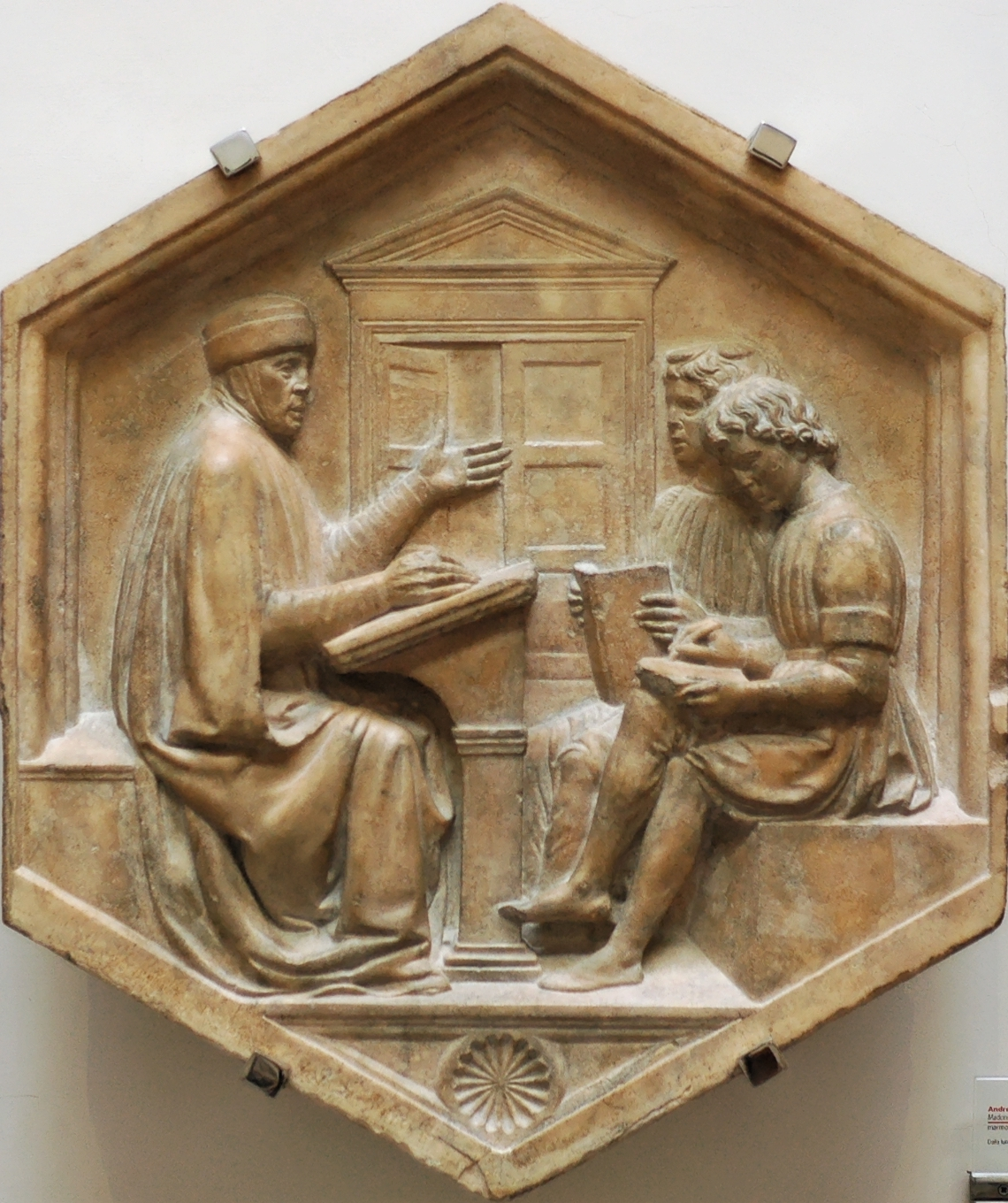
Grammatico e allievo, formella di Luca della Robbia

Cesio Basso (in latino Caesius Bassus; inizio I secolo d.C. I secolo d.C. – 79 d.C. ?) è stato un grammatico e poeta romano.

## Biografia
Basso fu intimo amico di Persio, che gli dedicò la sesta satira e di cui avrebbe curato le opere. Persio, di cui era amico, secondo la suddetta biografia anonima premessa ai suoi codici, menziona la sua produzione lirica all'inizio della VI satira e si riferisce a lui come senex, il che indicherebbe (visto che la senectus si faceva iniziare intorno ai sessant'anni) che fosse nato all'inizio del I secolo d.C.  
Aveva una grande reputazione come poeta: Quintiliano arrivava, infatti, a dire che, ad eccezione di Orazio, era l'unico poeta lirico romano degno di essere letto.
Si dice che abbia perso la vita nell'eruzione del Vesuvio nel 79 d.C.

## Opere
Probabilmente i versus lyrici di Basso coprivano più libri, visto che Prisciano cita l'unico verso rimastoci da un secondo libro.
Cesio Basso è anche identificato con l'autore di un trattato De Metris di cui esistono notevoli frammenti, probabilmente di un'edizione abbreviata. Probabilmente il lavoro, indirizzato a Nerone, era originariamente in versi e successivamente venne rifatto in prosa per essere usato come un manuale. Un resoconto di alcuni dei metri di Orazio, che porta il titolo Ars Caesii Bassi de Metris è  spurio, così come un De pedibus et de compositionibus.